# Ahmose-Henutemipet
Ahmose-Henutemipet (fl. XVI secolo a.C.) è stata una principessa egizia della XVII dinastia.
Figlia del faraone Seqenenra Ta'o (1558 a.C. - 1555/4 a.C.) e, verosimilmente, della regina Ahhotep I, fu sorella del grande Ahmose I (ca. 1550/1543 a.C. - 1525/1520 a.C.), fondatore della XVIII dinastia egizia e del Nuovo Regno. Ebbe i titoli di '"Figlia del re" e "Sorella del re".

## Mummia
La sua mummia fu rinvenuta nel cosiddetto "nascondiglio" di Deir el-Bahari (DB320), nel 1881, e si trova al Museo egizio del Cairo. Fu esaminata dall'anatomista Grafton Elliot Smith nel giugno 1909. Henutemipet morì in tarda età, come indicano i suoi capelli grigi e i denti fragili e rovinati; dovette essere alta poco più di 1 metro e 60 centimetri. I suoi resti furono saccheggiati e danneggiati in epoca antica, sicuramente da razziatori di tombe, i quali le ruppero entrambi gli avambracci e squarciarono le bende e il sudario all'altezza del petto in cerca di amuleti preziosi. La sua mummia fu trasferita segretamente nel nascondiglio delle mummie reali, a Deir el-Nahari, nell'11º anno di regno di Sheshonq I (ca. 934 a.C.). I sacerdoti che si occuparono del restauro della salma riposizionarono l'avambraccio sinistro nella posizione rituale, mentre quello destro è solo frammentario. Sul suo petto era posizionata una grande e lussuosa parrucca perfettamente conservata, composta di ciocche di colore castano scuro. Elliot Smith notò che gli imbalsamatori strinsero troppo le bende intorno alla testa, schiacciando il naso e facendo fuoriuscire dalle narici i tamponi di lino precedentemente inseriti - distorcendo nel complesso i tratti somatici della principessa in un modo che l'anatomista definì "macabro".
Al momento della scoperta, la mummia giaceva in un sarcofago di riciclo (CG61017), risalente alla XVIII dinastia, dipinto di nero, sulla cui superficie il nome del proprietario era stato sostituito con quello della principessa.